# Sym
Sym (rusky Сым) je řeka v Krasnojarském kraji v Rusku. Je 694 km dlouhá včetně zdrojnice Pravého Symu. Povodí má rozlohu 31 600 km².

## Průběh toku
Pramení v bažinách na východním okraji Západosibiřské roviny a tou také protéká. Ústí zleva do Jeniseje.

## Vodní stav
Zdrojem vody jsou převážně sněhové srážky. Průměrný průtok vody ve vzdálenosti 215 km od ústí činí 175 m³/s. Zamrzá v říjnu až na začátku listopadu a rozmrzá v květnu. Období vyšších vodních stavů je protáhnuté.

## Využití
Vodní doprava je možná do vzdálenosti 265 km od ústí.